# Dominkovits Modestus
Dominkovits Modestus (Felsőpulya, 1701 – Pozsony, 1770. március 27.) ferences rendi szerzetes.

## Élete
1722-ben belépett a ferences rendbe és 1728-ban misés pappá szentelték. Lektori, őri és definitori hivatalt viselt a Máriamezei rendházban (Pratis Marianis). 1750-ben és 1759-ben provinciálissá választották. Ekkor lett a kapisztránusok komisszáriusa.

## Munkái
- 1748 Vég nélkül való nagyság.... Pozsony.
- 1763 Via sacra... Tyrnaviae. (Többször utánnyomatott a következő években Pozsonyban és másutt.)

Kéziratban: Diarium ittineris romani...